# Limbung (Lingga Utara)
Limbung is een bestuurslaag in het regentschap Lingga van de provincie Riau-archipel, Indonesië. Limbung telt 1431 inwoners (volkstelling 2010).